# Lasioglossum cembrilacus
Lasioglossum cembrilacus (лат.) — вид одиночных пчёл рода Lasioglossum из семейства Halictidae (Halictinae). Название cembrilacus образовано от латинских слов cembra (древесина, особенно в отношении дерева Pinus cembra) плюс lacus (озеро) . Это и посвящение крупному американскому энтомологу Филиппу Хантеру Тимберлейку (Philip Hunter Timberlake, 1883—1981), и ссылка на горную среду обитания этого вида с её многочисленными соснами и озерами.

## Распространение
Северная Америка: США (Калифорния, Невада). Обитают в гористых местностях с многочисленными соснами и озерами.

## Описание
Мелкие пчёлы длиной около 5 мм. Голова и грудь тёмные с голубовато-зеленоватым металлическим блеском; брюшко оранжевое. От близких видов отличается следующими признаками: самки легко распознается по телу, в основном покрытому чрезвычайно густыми, длинными, желтоватыми, перистыми волосками, среднегрудь блестящая и густо пунктированная, лицо относительно длинное (отношение длины к ширине ~ 0,84) и иногда метасомальные тергиты с металлическими зелеными отблесками. В переднем крыле 3 субмаргинальные ячейки. Одиночные пчёлы, гнездятся в почве. Вид был впервые описан в 2020 году канадскими энтомологами Джоэлем Гарднером (Joel Gardner) и Джейсоном Гиббсом (Jason Gibbs, Department of Entomology, Манитобский университет, Виннипег, Манитоба, Канада) и отнесён к подроду Dialictus. Обнаружены на цветках растений семейств Asteraceae, Ericaceae, Grossulariaceae, Portulacaceae, Rhamnaceae, Salicaceae.